# 上野倶楽部
上野倶楽部（うえのくらぶ）は明治末年に東京・上野、不忍池の北側に建てられた洋風の集合住宅である。日本初のアパートメントとも言われる。
上野倶楽部が完成したとされる11月6日は、「アパート記念日」と呼ばれることがある。

## 概要
1910年（明治43年）11月、東京市下谷区上野花園町1番地（現・台東区池之端3丁目）に木造5階建ての賃貸住宅「上野倶楽部」が建設された。52坪の敷地に建坪49坪、5階建でおよそ63戸であった。各部屋は8畳（6畳、2畳）、6畳半（4畳半、2畳）から3畳までで、リノリウム敷きの廊下の左右に部屋が並んでいた。扉に施錠することができた。室内に押入があり、上段は衣類・寝具の収納用、下段に食器棚と水道・ガス設備があった。洗面台、便所は各階に1か所、風呂は下階に2か所あった。住民は会社員、公務員、教員が多く、独身より夫婦者が多かったという。
関東大震災では大きな被害を免れたようで、昭和初期にも「不忍ビルディング」という名称で残っていた。この頃には「現在では下は刀剣屋になり上は落莫たる貸室の観がある」と言われる状態であった。
1943年（昭和18年）6月、火災のため焼失した。跡地は動物園の敷地になっている。

## 住民
- 西条八十 - 1918年、家族から離れ仕事部屋として借りる。ここで「かなりや」の想を得た[6]。不忍池のほとりに「かなりや」の歌碑がある。
- 野坂参三 - 1917－1918年、妻の龍とともに住む[7]。
- 木村荘太 - 1916年頃に入居していた。
- 佐藤春夫 - 木村荘太によれば、佐藤がここで『田園の憂鬱』を執筆していたという[8]。
- 竹久夢二 - 1911年夏、妻たまきを大森に残して入居。
- 市川房枝 - 1920年頃に住んでいたという[9]。